# Ron Ng Cheuk-Hei
Ron Ng Cheuk-Hei (2 september 1979) (jiaxiang: Guangdong, Zhongshan 廣東中山) is een Hongkongse TVB acteur . Hij werd geboren met de naam Ng Siu-Tong 吳兆棠. In 1999 studeerde hij af aan de 7th Entry Dancers Class van TVB en een jaar later aan de "1st Entry" Artist Training Class. Zijn carrière werd vergroot toen Louis Koo hem in zijn acteerklas aannam. Na deze acteerlessen begon hij met kleine rolletjes in TVB-series Find The Light en Triumph in The Skies.

## Filmografie
- The Academy Full Throttle (TVB, 2009)
- The Four (TVB, 2008)
- Sheng Si Die Lian (China, 2008)
- The Drive of Life (CCTV en TVB, 2007)
- The Brink of Law (TVB, 2007)
- On the First Beat (TVB, 2007)
- War And Destiny (TVB, 2006)
- Men In Pain (TVB, 2006)
- Guts of A Man (TVB, 2006)
- Revolving Doors of Vengeance (TVB, 2005)
- Lost In The Chamber of Love (TVB, 2005)
- The Academy (TVB, 2005)
- Hearts of Fencing 2 - Sunshine Heartbeat (TVB, 2004) - gastrol
- Twin Of Brother (TVB, 2004)
- Aqua Heroes (TVB, 2003)
- Find The Light (TVB, 2003)
- Triumph in The Skies (TVB, 2003)
- Vigilante Force (TVB, 2003)
- Lofty Water Verdant Bow (TVB, 2002)
- Golden Faith (TVB, 2002)
- Burning Flame 2 (TVB, 2002)

- Library of Congress Control Number: no2013033127
- MusicBrainz: 70649417-c2bd-4b99-b055-fd0e2db0a266
- Virtual International Authority File: 297330504
- WorldCat: E39PBJrWC3qwVcCXJRwt9FbKh3